# جوني براون
جوني براون (بالإنجليزية: Johnny Brown)‏ (و. 1937 – م) هو ممثل، وممثل تلفزيوني، من الولايات المتحدة الأمريكية، ولد في سانت بيترسبرغ، فلوريدا.

## وصلات خارجية
- جوني براون على موقع IMDb (الإنجليزية)
- جوني براون على موقع ألو سيني (الفرنسية)
- جوني براون على موقع ميوزك برينز (الإنجليزية)
- جوني براون على موقع أول موفي (الإنجليزية)
- جوني براون على موقع قاعدة بيانات برودواي على الإنترنت (الإنجليزية)
- جوني براون على موقع قاعدة بيانات الأفلام السويدية (السويدية)
- جوني براون على موقع قاعدة بيانات الفيلم (الإنجليزية)
- جوني براون على موقع كينوبويسك (الروسية)